# Ngawang Sungrab Thutob
Ngawang Sungrab Thutob (tibétain : ངག་དབང་གསུང་རབ་མཐུ་སྟོབས, Wylie : ngag dbang gsung rab mthu stobs, pinyin tibétain : Ngawang Sungrab Thutob) (1874-1952) est le 3e Taktra Rinpoché, (tibétain : སྟག་བྲག་རིན་པོ་ཆེ, Wylie : stag brag rin po che, également Takdrak, Tagdrag, etc) et régent du Tibet.

## Le3eTaktra Rinpoché
En tant que régent, il est responsable de l'éducation de Tenzin Gyatso, le 14e dalaï-lama. Au début de 1941, il remplace Jamphel Yeshe Gyaltsen, le 5e Réting Rinpoché, avec qui il se trouva en conflit plus tard.  Réting Rinpoché s'est rebellé, a été capturé et est mort en prison dans des circonstances mystérieuses dans le palais du Potala.
Les médias chinois prétendent qu'il est responsable de la mort du 5e Réting Rinpoché, l'enseignant du 14e dalaï-lama et régent précédent. Ils louent Jamphel Yeshe Gyaltsen comme un patriote et dévot bouddhiste tout en qualifiant Ngawang Sungrab Thutob de « pro-britannique, séparatiste et pro-esclavagiste ». Réting Rinpoché, indépendamment de ses orientations politiques, est connu pour avoir découvert et intronisé l'actuel dalaï-lama.

## Le4eTaktra Rinpoché
En 1955 ou 1954, le 4e Taktra ou Dagzhag (单增格列, 丹增格列 ou 丹增赤烈) est né. Il a été reconnu par le gouvernement chinois et le 14e dalaï-lama en 1958  ou 1957. Son nom lui a été donné par le 14e dalaï-lama, un ou deux ans avant que celui-ci ne s'enfuie en Inde en 1959.
Le 4e Taktra est devenu membre du 6e conseil de l'association bouddhiste de Chine et vice-président de la branche tibétaine de l'association bouddhiste de Chine. Il est connu pour avoir qualifié de façon péjorative de « clique Dalaï » les partisans du dalaï-lama et pour les avoir critiqués,.

## Notes et références

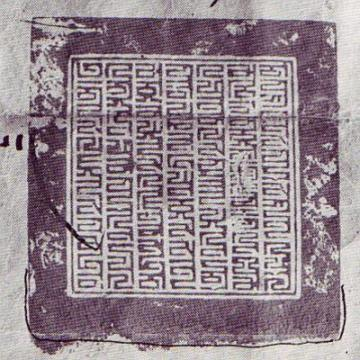
Cachet de Takdrak en Écriture phags-pa